# 上赖格迈茨
上赖格迈茨（匈牙利語：Felsőregmec）是匈牙利包尔绍德-奥包乌伊-曾普伦州所辖的一个村，与下赖格迈茨相邻。总面积10.75平方公里，总人口312，人口密度29.0人/平方公里（2011年1月1日）。